# Schnürpflingen (Landschaftsschutzgebiet)
Das Landschaftsschutzgebiet Schnürpflingen ist ein mit Verordnung der Unteren Naturschutzbehörde beim Landratsamt Alb-Donau-Kreis vom 8. Juni 1999 ausgewiesenes Landschaftsschutzgebiet (LSG-Nummer 4.25.108).

## Lage und Beschreibung
Das 140,6 Hektar große Gebiet liegt nördlich und südlich von Schnürpflingen. Das Gebiet gehört zu den Naturräumen Holzstöcke und Hügelland der unteren Riß.
Laut Steckbrief handelt es sich um eine charakteristische, landschaftsbildprägende und ökologisch wertvolle Kulturlandschaft mit Feldrainen, Feldhecken und Feldgehölzen, Streuobstwiesen, Einzelbäumen, Ufergehölzen, Bachrinnen mit Röhrichtstreifen sowie Feucht- und Nasswiesen; unverbaute und landschaftsästhetisch ansprechende Teile der Kulturlandschaft als regional und lokal bedeutsamer Erholungsraum. Im Süden gehört ein kleiner Teil des Landschaftsschutzgebiets zum FFH-Gebiet Donau zwischen Munderkingen und Ulm und nördliche Iller.
Die Weihung durchquert auf ihrem Weg zur Donau das Landschaftsschutzgebiet.

## Schutzzweck
Schutzzweck ist gemäß Schutzgebietsverordnung
Beim Landschaftsteil Weihungstal mit Seitental des Steinenbaches:
- die Vielfalt, Eigenart und Schönheit des Weihungstales mit Seitental zu erhalten;
- die charakteristischen, landschaftsbildprägenden und ökologisch wertvollen Kulturlandschaftselemente, wie Feldraine, Feldhecken und Feldgehölze, Streuobstwiesen, Einzelbäume, Ufergehölze, Bachrinnen mit Röhrichtstreifen sowie Feucht‑ und Naßwiesen zu erhalten;
- unverbaute und landschaftsästhetisch ansprechende Teile der Kulturlandschaft als regional und lokal bedeutsamen Erholungsraum zu erhalten;

Beim Landschaftsteil Reichenbachtal:
- die Vielfalt, Eigenart und Schönheit des Reichenbachtales zu erhalten;
- die charakteristischen, landschaftsbildprägenden und ökologisch wertvollen Kulturlandschaftselemente, wie Feldraine, Feldhecken und Feldgehölze, Streuobstwiesen, Einzelbäume, Ufergehölze, Bachrinnen mit Röhrichtstreifen sowie Feucht- und Naßwiesen zu erhalten;
- unverbaute und landschaftsästhetisch ansprechende Teile der Kulturlandschaft als regional und lokal bedeutsamen Erholungsraum zu erhalten.